# Philodromus blanckei
Philodromus blanckei es una especie de araña cangrejo del género Philodromus, familia Philodromidae. Fue descrita científicamente por Wunderlich en 1995.

## Distribución
Esta especie se encuentra en Francia (Córcega) e Italia (Cerdeña).